# モッタマ
モッタマ（Mottama; ビルマ語: မုတ္တမ(မြို့)、ALA-LC翻字法: Muttama (mrui')、IPA: [moʷʔtəma̰ (mjo̰)] モウッタマ（・ミョウ））は、ミャンマーの都市。モン州に属する。かつてはマルタバン（Martaban）と称された。
アンダマン海のモッタマ湾（マルタバン湾）に近い。タンルウィン川（サルウィン川）沿岸にあり、対岸のモーラミャインはモン州最大の都市。かつては両都市間をフェリーで移動したが、2006年には川を横断するタンルウィン橋が開通した。交通の要所でありヤンゴンへと鉄道・道路が通じている。
伝説上は、ペグー王朝初代の王によって街が開かれたとされる。1541年、タウングー王朝のタビンシュエーティーによって征服された。大航海時代の到来にともない、ポルトガル船などが往来した。19世紀のイギリス・ビルマ戦争では、イギリス軍の占領を受けた。